# Walter Holbrook Gaskell
Walter Holbrook Gaskell FRS (Nápoles,1 de novembro de 1847 — Great Shelford, 7 de setembro de 1914) foi um fisiologista britânico.
Filho do advogado John Dakin Gaskell, estudou no Trinity College (Cambridge), graduado como BA em 1869. Trabalhou no Laboratório de Fisiologia da Universidade de Cambridge, focando na fisiologia do coração e dos sistema vascular e nervoso. Foi pesquisador fundamental para o entendimento da fisiologia cardíaca. Dentre suas descobertas de destaque estão a sequência de contrações cardíacas, o controle dual do coração pelo sistema nervoso autônomo, a introdução dos conceitos de bloqueio cardíaco e a demonstração experimental da origem miogênica da batida do coração. Suas pesquisas também forneceram fundamentos para investigações sobre a arritmia cardíaca. Gaskell também avançou o estudo do mapeamento do sistema nervoso simpático. Em 1881 foi o primeiro a descrever os efeitos do pH extracelular em tecidos cardíacos e vasculares.
Foi eleito fellow da Royal Society em 1882, apresentando sua Croonian Lecture no mesmo ano. Foi laureado em 1889 com a Medalha Real, por suas contribuições à fisiologia cardíaca e à anatomia e fisiologia do sistema nervoso autônomo.
Escreveu "The Origin of the Vertebrates" (1908).
Casou com Catherine Sharpe Parker em 1875. Tiveram quatro filhas e um filho.
Morreu em sua casa em 7 de setembro de 1914.